# Club Aurora Miraflores
Aurora Miraflores es un club de fútbol del Perú de la ciudad de Lima, Departamento de Lima. Fue fundado el  2 de enero de 1958 y jugó en la Segunda División del Perú a finales de los años 1980.

## Historia
El club Aurora Miraflores (inicialmente como Defensor Aurora Miraflores) fue fundado el 2 de enero de 1958 por los hermanos Luis y Ernesto Roth. Ese mismo año participó, como club fundador, en la liga distrital de fútbol de Miraflores. Posteriormente bajo la dirección técnica del joven entrenador Luis Roth, "El Aurora" fue ascendiendo desde la Primera División Distrital hasta llegar a competir por muchos años en la Liga Mayor de Lima. Con el pasar del tiempo, aunque con altos y bajos, el club fue consolidándose llegando a disputar la final de la Copa Perú en 1988, año en el que obtuvo su pase a la Segunda División Profesional del Fútbol Peruano.
Desde 1988 participó en la Segunda hasta 1991, año en el que se reestructuró el torneo. Para finales del año 1989, el club se recibe apoyo del Deportivo Cantolao formando al Club Aurora-Cantolao. Ahora el nuevo Club Aurora-Cantolao participa de manera oficial segunda división en los años 1990 y 1991. Para el año 1992, se volvió a reestructurar la segunda profesional. Por lo que se redujo la cantidad de equipos, y club fue enviado a la liga distrital. La fusión se disuelve y vuelven a participar en equipos diferentes en sus respectivas ligas de origen. En los años posteriores (1994 y 1995), El Aurora Miraflores no tuvo participaciones oficiales en ella, descendiendo hasta la última categoría de la Liga de Miraflores. 
En el año 1996 nuevamente se presenta a participar con un equipo joven en la segunda división amateur de la liga distrital, ese mismo año obtuvo su pase a la Primera División Miraflorina y emprendió el largo camino ascenso hacia la máxima división del balompié nacional, llegando a disputar en los años 2001 y 2002 las etapas finales del interligas en busca del ascenso a la segunda división profesional. Una de esas finales más recordadas sería entonces en el año 2001 con el club Defensor Villa del Mar, que a la postre se consagró Campeón de Lima Metropolitana e ingresó a la Segunda División Profesional.
En junio del 2002 bajo la presidencia del empresario suizo Bruno Zwingli decide una alianza deportiva con el Somos Olímpico, participante de la segunda división, cediéndose ambos clubes en calidad de préstamo a los mejores jugadores de su plantel.
En el 2009, Aurora Miraflores, siempre con el apoyo de Bruno Zwingli, participó en la Liga Distrital de Miraflores donde compartió el liderato del torneo con Deportivo Independiente Miraflores hasta la cuarta fecha. Sin embargo, a mitad del torneo perdieron el ritmo y las derrotas empezaron a llegar (sucumbió 1-2 ante San Vicente de Paul en la quinta fecha, y 1-4 ante Deportivo Independiente de Miraflores en la octava). Al año siguiente perdió la categoría luego por acumular dos walkover.
El club tiene un equipo militando en la primera división de fútbol máster de la Liga Metropolitana de Lima. Formado principalmente por exjugadores veteranos y conocidos propios del club y no del Somos Olímpico. Tiene como principales rivales al DIM, Liz Dent FBC, ADC Jungla y al desaparecido Porvenir Miraflores.

## Actualidad
En 2018, parte de la dirigencia del antiguo Aurora Miraflores se independiza del Club  Somos Olímpico. Posteriormente, le compra la categoría al Asociación Deportiva Miraflores F.C., filial del DIM y vuelve a participar en la primera división distrital de Miraflores, bajo el nombre de Aurora Miraflores F.C.. Revive el clásico miraflorino con el DIM, perdiendo 1 - 6. Al finalizar la liga, el Aurora Miraflores F.C. se ubicó en el séptimo puesto, sin chance de participar en las Interligas de Lima. 
El club, se enfrenta en el partido de inauguración de la Primera Distrital de Miraflores del 2019, frente a la Academia Iván Saavedra. En el presente año, es su peor campaña del club. A la escasez de victorias, Aurora Miraflores F.C., fue condenado al descenso y estar en la Segunda Distrital de Miraflores 2020.

## Uniforme
- Uniforme titular: Camiseta azul, short azul y medias azules.
- Uniforme alternativo: Camiseta negra, short negro y medias negras.

### Evolución Uniforme Titular
| 1958-1963 | 2002/2003 | 2004/2005 | 2006 | 2007 | 2008-2015 | 2016/2017 |  | 2018 | 2019 |

### Evolución Uniforme Alterno
| 1960-1963 | 2006 | 2006/2007 |  | 2009-2015 | 2016/2017 | 2018 | 2019 |  |

### Indumentaria y patrocinador
| Periodo         | Patrocinador |
| --------------- | ------------ |
| ¿? - actualidad | ¿?           |

| Periodo | Patrocinador    |
| ------- | --------------- |
| 2008    | Cerveza Cristal |

## DT
- Luis Roth

## Jugadores
- Julito Ahumada
- Mario Maggi
- Gino Zegarra
- “Chachito” Dibós
- Baraco chocano
- Carlitos Chocano
- Jorge Pancorvo
- sergio cordero
- Saux Carrillo
- Hugo Carrillo
- Fernando Cilloniz
- Traverso Weil
- Ilan Weil
- Paul Zegarra
- Pedro "el bebe" Cabel
- Mario Traverso

## Datos del club
- Temporadas en Segunda División: 6 (1986-1991).
- Mayor goleada conseguida: Aurora Miraflores 9:1 Atlético Peruano (1986).

## Palmarés
- Torneo Interbarrios de La Prensa: 1968.
- Liga de los Balnearios del Sur: 1974.
- Torneo  Provincial de Lima: 1975.
- Liga Distrital de Miraflores: 2001.